# 巡礼花园
巡礼花园（Parade Gardens）是英格兰萨默塞特郡巴斯的一个公园，受II级保护。公园位于帝国酒店（Empire Hotel）以南，巴斯修道院以东250码。
进入巡礼花园需要支付小额费用，拥有发现卡（Discovery Card）的居民则可以免费进入。园内设有咖啡厅。

## 历史
它最初被称为圣雅各公园（St James's Park），开辟于1709年，以配合由托马斯·哈里斯翁建造、博纳什（Beau Nash）设计，供Spa游客使用的集会厅（Assembly Rooms）。 。1824年在原集会厅的遗址上建造巴斯皇家文学与科学研究院（Bath Royal Literary and Scientific Institution）后，改称为研究院花园（ Institution Gardens）。